# John Mitten
John Mitten (Manchester, 30 marzo 1941) è un ex calciatore inglese, di ruolo attaccante.

## Biografia
Suo padre Charlie fu a sua volta un calciatore professionista. I 2 hanno anche giocato insieme nella prima stagione da professionista di John (nonché ultima di Charlie), al Mansfield Town, di cui John era anche allenatore; Charlie è stato allenatore di John anche durante tutta la sua permanenza al Newcastle Utd.

## Caratteristiche tecniche
Era un'ala sinistra.

## Carriera

### Giocatore
Nella stagione 1957-1958 esordisce tra i professionisti all'età di 16 anni con il Mansfield Town, con cui gioca 3 partite nella terza divisione inglese; passa quindi al Newcastle, club di prima divisione, con cui nella stagione 1958-1959 mette a segno 3 reti in 9 partite di campionato. Rimane alle Magpies per ulteriori 2 stagioni senza mai giocare in partite ufficiali, passando in seguito al Leicester City: con le Foxes gioca per 2 stagioni in prima divisione, disputandovi complessivamente 12 partite, senza mai segnare. Nell'estate del 1963 passa al Coventry City, club di terza divisione, con cui vince la Third Division 1963-1964; gioca poi per 2 stagioni e mezza negli Sky Blues in seconda divisione, trasferendosi nella seconda parte della stagione 1966-1967 al Plymouth, club di seconda divisione, dove rimane fino al termine della stagione 1967-1968 mettendo a segno complessivamente 8 reti in 43 partite di campionato. Tra il 1968 ed il 1971 gioca quindi all'Exeter City, con cui nell'arco del suo triennio di permanenza nel club mette a segno complessivamente 17 reti in 100 presenze in quarta divisione. Gioca poi ancora per qualche anno, a livello semiprofessionistico.

### Allenatore
Ha allenato i semiprofessionisti di Tiverton Town e Sidmouth Town.

## Palmarès

### Giocatore

#### Competizioni nazionali
- Third Division: 1

Coventry City: 1963-1964